# Dysdera bandamae
Dysdera bandamae är en spindelart som beskrevs av Schmidt 1973. Dysdera bandamae ingår i släktet Dysdera och familjen ringögonspindlar.
Artens utbredningsområde är Kanarieöarna. Inga underarter finns listade i Catalogue of Life.